# Ouragan Earl (2010)
Pour les articles homonymes, voir Cyclone tropical Earl.
L’ouragan Earl est la septième dépression tropicale, la quatrième tempête tropicale et le troisième ouragan de la saison 2010 dans l'Atlantique. C'est le second à atteindre le niveau d’ouragan majeur, soit au moins la catégorie 3 de l'échelle de Saffir-Simpson et le second à atteindre la catégorie 4. Il est un exemple classique d'ouragan capverdien.
La dépression tropicale Sept est apparue sous une onde africaine d'est, associée à la mousson, le 25 août. Les bandes de précipitations orageuses se sont organisées et le système est devenu rapidement la tempête tropicale Earl près des îles du Cap-Vert. Le 29 août, Earl est passé au stade d'ouragan et a atteint la catégorie 4 dès les 30 août. Le 2 septembre, il se dirigea vers les Outer Banks de la Caroline du Nord, où l'évacuation a été ordonnée, mais passa à une certaine distance au large. Earl remonta ensuite parallèlement à la côte est des États-Unis tout en diminuant graduellement d'intensité. Il frôla le Cap Cod puis frappa directement la Nouvelle-Écosse, avec la force de tempête tropicale, avant de devenir extratropical en traversant le golfe du Saint-Laurent.
L'ouragan Earl est resté une bonne partie de sa vie en mer. Les dégâts les plus importants ont été signalés dans les Petites Antilles et dans les provinces de l'Atlantique au Canada. Un seul mort lui est attribué.

## Évolution météorologique

L'ouragan Earl, en bas, s'intensifiant rapidement en approchant les îles Sous-le-Vent alors que Danielle, en haut, devient extratropicale

Une onde tropicale vigoureuse a quitté la côte africaine. Elle a rapidement développé un centre dépressionnaire fermé et bien organisée le 22 août autour d’un amas orageux,. Le 24 août, l’organisation des bandes orageuses était très poussée et le National Hurricane Center américain a prédit que la zone avait 90 % de chance de se transformer en dépression tropicale au cours des 48 heures suivantes,. La dépression tropicale Sept est effectivement apparue 18 heures plus tard à 15 h TUC le 25 août à 690 km, à l’ouest de l’île la plus au sud des îles du Cap-Vert. Six heures plus tard, les vents maximums soutenus atteignaient  65 km/h et le système a été reclassé tempête tropicale Earl.
Earl devait se diriger vers l’ouest tout en s’intensifiant dans une zone où le cisaillement des vents était faible et la température de surface de la mer très chaude. Cependant, de l’air sec dans le secteur empêchait un tel développement et les vents de Earl ont demeuré à 75 km/h durant 36 heures,. La tempête s’est également retrouvée dans le sillon de l’ouragan Danielle le 27 août. Les vents sortant de celle-ci en altitude causaient un cisaillement défavorable, ce qui limita l’intensification d’Earl. Durant douze heures, les vents soutenus ne purent dépasser 95 km/h.
Quand finalement Danielle s’est éloignée suffisamment, Earl a pu atteindre le niveau d’ouragan de catégorie 1 dans l’échelle de Saffir-Simpson le 30 août. Il est rapidement monté ensuite à la catégorie 4 vers 21 h le même jour. Le cyclone est redescendu à la catégorie 3 vingt-quatre heures plus tard, lors d’un remplacement de l’œil, mais ce ne fut que temporaire car il a atteint son maximum d'intensité un peu plus tard avec des vents soutenus de 233 km/h et des rafales à 282 km/h avant de redescendre à nouveau.
Le 31 août 2010 en après-midi, Earl passait au nord de Porto Rico et se déplaçait vers l'ouest-nord-ouest, s'approchant de la lisière ouest de la crête subtropicale sur l'océan Atlantique. Cependant un creux barométrique provenant du continent promettait de modifier cette trajectoire plus vers le nord puis le nord-est. L'œil de l’ouragan était obscurci sur l'imagerie satellitaire, tant visible qu'infrarouge, en raison du cycle de remplacement du mur de l'œil. L'imagerie montrait du contenu en vapeur d'eau au nord-ouest d'Earl comportait une zone d'air sec rendant son intensification supplémentaire difficile.
Le 1er septembre au matin, les images du satellite montrèrent que l’air sec s’enroulait autour des quadrants ouest et sud d’Earl. L'œil de l’ouragan est passé au-dessus d’une bouée météorologique vers 8 h. Les vents avant son passage avaient des rafales à 83 nœuds et les vagues atteignaient 14,8 mètres. La pression est descendue à 943 hPa à son passage. Tout l'après-midi, l'imagerie satellitaire a montré qu'Earl était associé à de bons vents soufflant vers l'extérieur en altitude, montrant que l’activité orageuse était soutenue. Un vol de reconnaissance des forces aériennes à l'intérieur de l’ouragan a observé des vents légèrement plus forts au niveau de vol et une pression en surface de 941 hPa ce qui donnait des vents estimés à 115 nœuds.
Le 2 septembre, Earl était un ouragan de circulation classique avec un œil bien défini. Le déplacement continuait vers le nord-ouest, contournant le flanc le plus à l'ouest de la crête subtropicale. En soirée, l'œil de l’ouragan était devenu voilé et déchiré. Un vol de reconnaissance et les observations satellitaires en micro-ondes indiquèrent que les vents de Earl était descendus à 100 nœuds et la pression 
centrale avait augmenté à 947 hPa, le tout en faisant un ouragan de catégorie trois. Il était à 235 km au 
sud-sud-est du cap Hatteras et se dirigeait directement vers le nord.

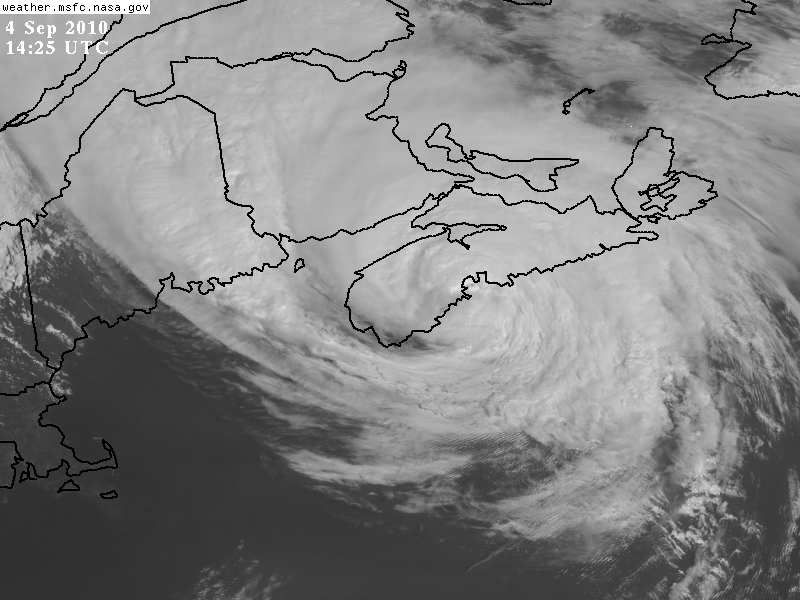
Earl, à la limite entre ouragan et tempête tropicale, traversant la Nouvelle-Écosse

Au cours de la nuit du 2 au 3 septembre, l'ouragan est passé à environ 130 km à l'est du cap Hatteras. Il était alors descendu à la catégorie 2 et se dirigeait vers des eaux plus froides ce qui allait l'affaiblir. À 15 h TUC (11 h HAE), il était retombé à la catégorie 1. En soirée, Earl est redevenu une tempête tropicale en s'approchant de l'île de Nantucket et du Cap Cod, alors que ses vents soutenus étaient tombés à environ 110 km/h,. Il est passé à environ 195 km à l'est de Nanutcket durant la nuit avant de se diriger vers la pointe sud-ouest de la Nouvelle-Écosse au Canada.
Earl a touché la côte en Nouvelle-Écosse au Canada, vers 13 h 30 TUC (10 h 30 locale) le 4 septembre, près de la frontière entre les comtés de Shelburne et Queens à environ 85 km au sud-ouest de Lunenburg. Les vents les plus forts ont été rapportés à Lunenburg, avec 111 km/h, et par une bouée météorologique au large à 119 km/h, ce qui place Earl à la limite entre tempête tropicale et ouragan de catégorie 1. Une bouée sur le « talus Scotian » a signalé des vagues de 13 mètres. Le système a traversé la Nouvelle-Écosse et s'est dirigé vers le golfe du Saint-Laurent où il est devenu post-tropical en soirée. Par la suite, il a traversé le détroit de Belle-Isle, entre le Québec et Terre-Neuve, avant d'atteindre la mer du Labrador où il a été absorbé par une dépression en altitude.

## Impacts

### Antilles

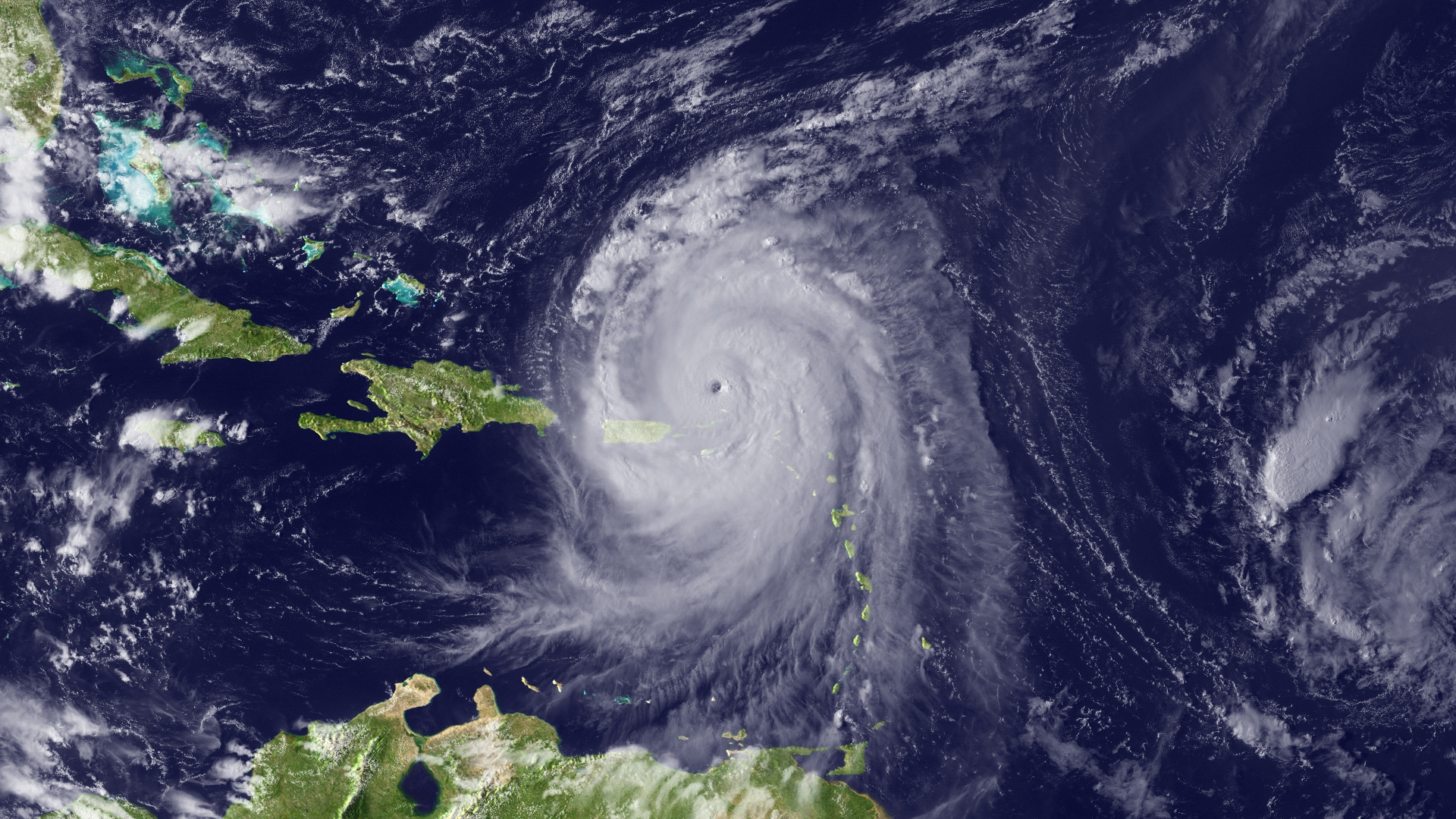
Earl passant au large des Petites Antilles

Le 31 août, l’œil du cyclone est passé dans la matinée à une trentaine de kilomètres à l'est de l'île franco-néerlandaise de Saint-Martin/Sint Maarten. Sur cette île et à Saint-Barthélémy, les vents d'Earl, soufflant à 200 km/h, ont causé des coupures d’électricité et des chutes d'arbres. Les routes ont été endommagées et encombrées par les débris. L’approvisionnement en eau potable a été interrompu à la suite de l'arrêt de l’usine de dessalement à Saint-Martin et à Saint-Barthélémy, la gare maritime, le quartier flamand et l’hôtel ont été inondés. En Guadeloupe, Électricité de France comptait lundi matin 4 000 abonnés privés d’électricité. La ministre française de l’Outre-mer, Marie-Luce Penchard, a mentionné qu'il n'y avait eu aucune perte humaine selon un premier bilan. Le président Nicolas Sarkozy émit un communiqué dans lequel il a louangé les habitants des communautés touchées pour leur «discipline et courage», tout en promettant l’aide de l’État pour la reconstruction.
Dans les îles Sous-le-Vent, les zones basses ont été inondées par les pluies diluviennes. L'île d'Antigua a également subi des inondations et a été privée de tout courant électrique. Il est tombé plus de 130 mm de pluie et dans le village de Bolans, sept personnes ont dû être secourues après s’être retrouvées dans l’eau jusqu’à la taille.
Plusieurs ports des îles Vierges américaines et de Porto Rico ont été fermés. En tout, l’ouragan Earl a causé pour 150 millions $US de dommages dans les Antilles.

### États-Unis

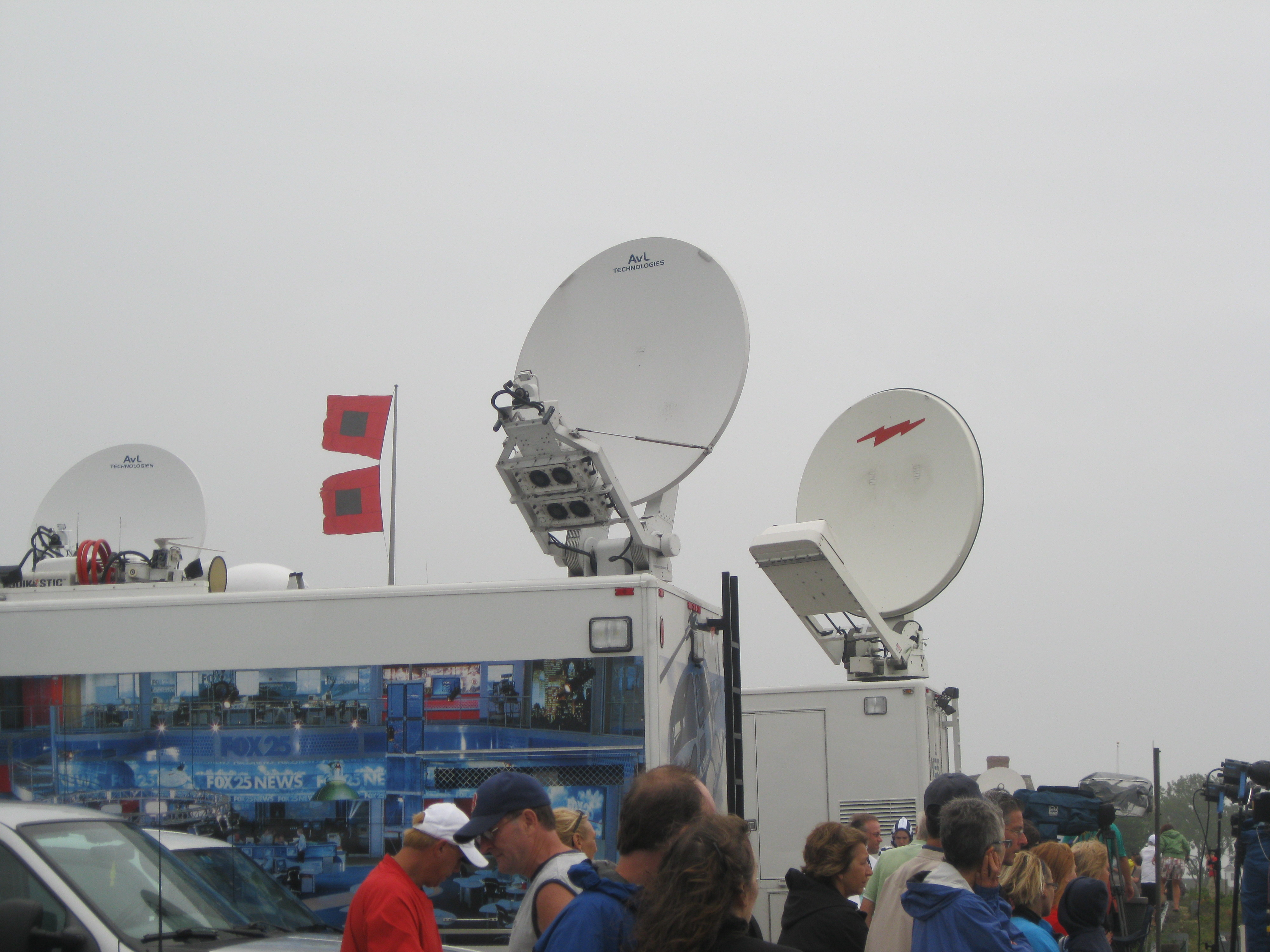
Médias couvrant le passage de Earl au Massachusetts

Earl a frôlé la côte de la Caroline du Nord, il est passé à environ 130 km au large des Outer Banks. Sur la côte, ses vents soufflaient entre 85 et 110 km/h et n'ont causé que très peu de dégâts. Des sections de routes le long de la mer ont été fermées, et on a signalé quelques pannes de courant. Plusieurs maisons construites le long de la côte ont souffert d'inondations alors que l'onde de tempête a atteint environ 1 mètre. Des bouées météorologiques ont mesuré au large des vagues de 8 à 11 mètres qui ont pu causer une certaine érosion des plages.
Les États entre la Virginie et la Nouvelle-Angleterre, en particulier la péninsule Delmarva, ont été affectés par des vents de force de tempête tropicale, des vagues imposantes et les bandes de pluies externes de l'ouragan, mais aucun dégât majeur ne fut signalé. Durant la nuit du 3 au 4 septembre, Earl a balayé le nord-est du Massachusetts et la presqu'île de Cap Cod, sans toutefois provoquer de dégâts importants car son centre est passé bien au large. Les évaluateurs de risques des compagnies d’assurance estimèrent que les pertes aux États-Unis ne devait pas atteindre 100 millions $US.

### Canada
Earl est entré pour la première fois sur terre près de Lunenburg (Nouvelle-Écosse). Les vents soutenus de 100 à 119 km/h rapportés par plusieurs stations du sud-ouest de la Nouvelle-Écosse ont causé de nombreux dégâts. Plus de 70 000 abonnés ont été privés d'électricité dès les premières heures. Au total, ce sont plus de 200 000 clients de Nova Scotia Power qui ont été privés d'électricité dans cette province. Quelque 500 employés ont travaillé au rétablissement du service. Partout dans la région de la capitale provinciale, Halifax, des vents dépassant les 100 km/h ont déraciné des arbres et des mesures d'urgence ont été décrétées. Des vagues de 23 mètres ont été notées dans le port de cette ville,
La tempête a également provoqué des rafales de vent allant jusqu'à 130 km/h sur le sud du Nouveau-Brunswick, l'Île-du-Prince-Édouard, Terre-Neuve et l'extrême est du Québec,. Les précipitations ont été de l'ordre de 30 à 70 millimètres. De nombreux vols ont été annulés dont ceux aux aéroports d'Halifax et de Moncton (Nouveau-Brunswick). L'utilisation du pont de la Confédération, entre le Nouveau-Brunswick et l'Île-du-Prince-Édouard, a été restreinte. Les compagnies de traversier ont suspendu leurs traversées pour la journée dans la baie de Fundy.
Earl a causé la mort d'un homme par noyade à Blind Bay, près d'Halifax. Selon les autorités, l'homme a tenté de fixer les amarres desserrées d'un bateau mais il est tombé à l'eau et a eu un malaise.
Selon un représentant du Bureau des mesures d'urgence de la Nouvelle-Écosse, les équipes chargées de rétablir le courant ainsi que la population en général étaient aussi bien préparées à l'arrivée de Earl à la suite de l'expérience du passage de l'ouragan Juan en 2003. Quelques semaines seront nécessaires pour évaluer l'ampleur des coûts associés à la tempête.